# Estornell misteriós
L'estornell misteriós (Aplonis mavornata) és un ocell extint de la família dels estúrnids (Sturnidae).

## Hàbitat i distribució
Habitava l'illa de Mauke, a les Cook.